# روسپی‌خانه‌های نظامی آلمان در جنگ جهانی دوم

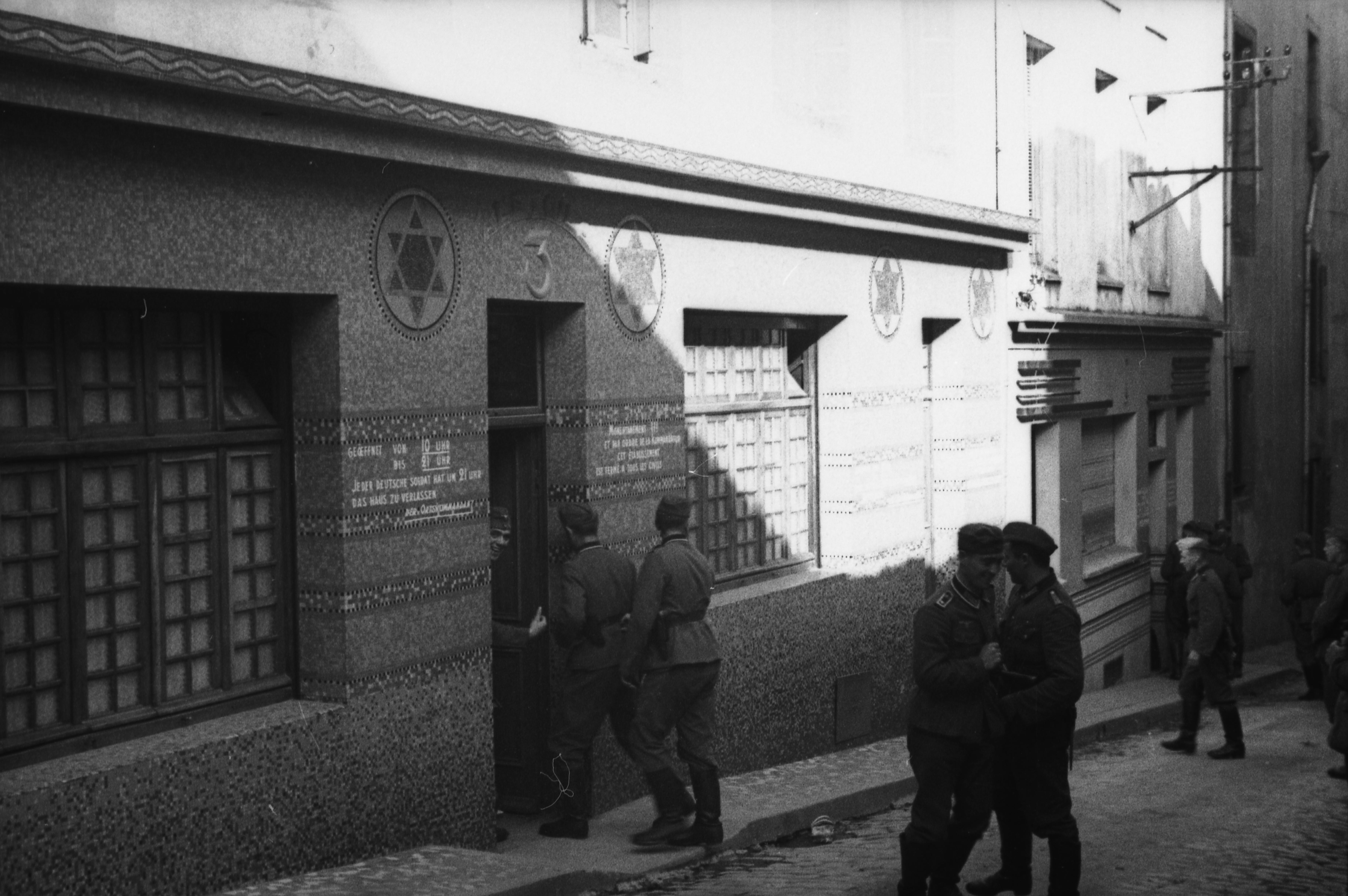
سربازان آلمانی در حال ورود به یک روسپی‌خانه نظامی در برست که پیش از این کنیسه یهودیان بوده‌است، سال ۱۹۴۰ میلادی.

در جنگ جهانی دوم آلمان نازی روسپی‌خانه‌های متعددی را در سرتاسر اروپای اشغالی جهت استفاده سربازان ورماخت و اس‌اس ایجاد کرد. این روسپی‌خانه غالباً تازه تأسیس بودند اما در بعضی نواحی مانند غرب اروپا از روسپی‌خانه‌های پیشین یا ساختمان‌های دیگر هم استفاده می‌شد. تعداد این روسپی‌خانه‌ها نظامی در سال ۱۹۴۲ میلادی به ۵۰۰ عدد در سرتاسر اروپای تحت اشغال آلمان نازی می‌رسید. این روسپی‌خانه‌ها اکثر در هتل‌های مصادره شده و با نگهبانی ورماخت جهت استفاده سربازان در زمان استراحت ایجاد می‌شد. براساس اسناد حداقل ۳۴۱۴۰ زن اروپایی در کشورهای خودشان به همراه زن‌های بسیاری در روسپی‌خانه‌های اردوگاه‌های آلمانی در جنگ جهانی دوم به روسپی‌گری کشانده شدند. در بسیاری از موارد در شرق اروپا دختران و زنان جوان در خیابان‌ها توسط نیروهای نظامی یا پلیس نازی‌ها ربوده می‌شدند و به روسپی‌خانه فرستاده می‌شدند. (به‌صف‌کشی (تاریخ))

## شرق اروپا
وزیر امور خارجه دولت در تبعید لهستان طی سندی در ۳ مه ۱۹۴۱ میلادی به ربایش گسترده زنان لهستانی در شهرها برای روسپی‌گری اجباری در روسپی‌خانه‌های آلمانی اشاره می‌کند. افزون بر این دختران لهستانی بالای ۱۵ سال که برای کار اجباری مناسب تشخیص داده و به لهستان فرستاده می‌شدند هم توسط مردان آلمانی مورد بهره‌کشی جنسی قرار می‌گرفتند. در براندنبورگ دو اوست‌آربایتر جوان که حامله به شهرشان در کراکوف بازگشت داده شده بودند می‌گفتند آنقدر توسط سربازان آلمانی مورد تجاوز قرار می‌گرفتند که نمی‌توانستند به کارهای محوله‌شان بپردازند. یک نماینده صلیب سرخ سوئیس هم که سال ۱۹۴۲ میلادی در ورشو حضور داشت رفتار بد سربازان آلمانی با زنان لهستانی را تأیید می‌کند."
در نواحی اشغالی شوروی هم آلمانی‌ها زنان را برای روسپی‌گری می‌دزدیدند. یکی از شاهدان دادگاه نورنبرگ می‌گوید: «در شهر اسمولنسک هتلی را به روسپی‌خانه افسران آلمانی تبدیل کرده بودند که صدها زن را بی‌رحمانه از خیابان‌ها با اجبار به آنجا کشیده بودند.»

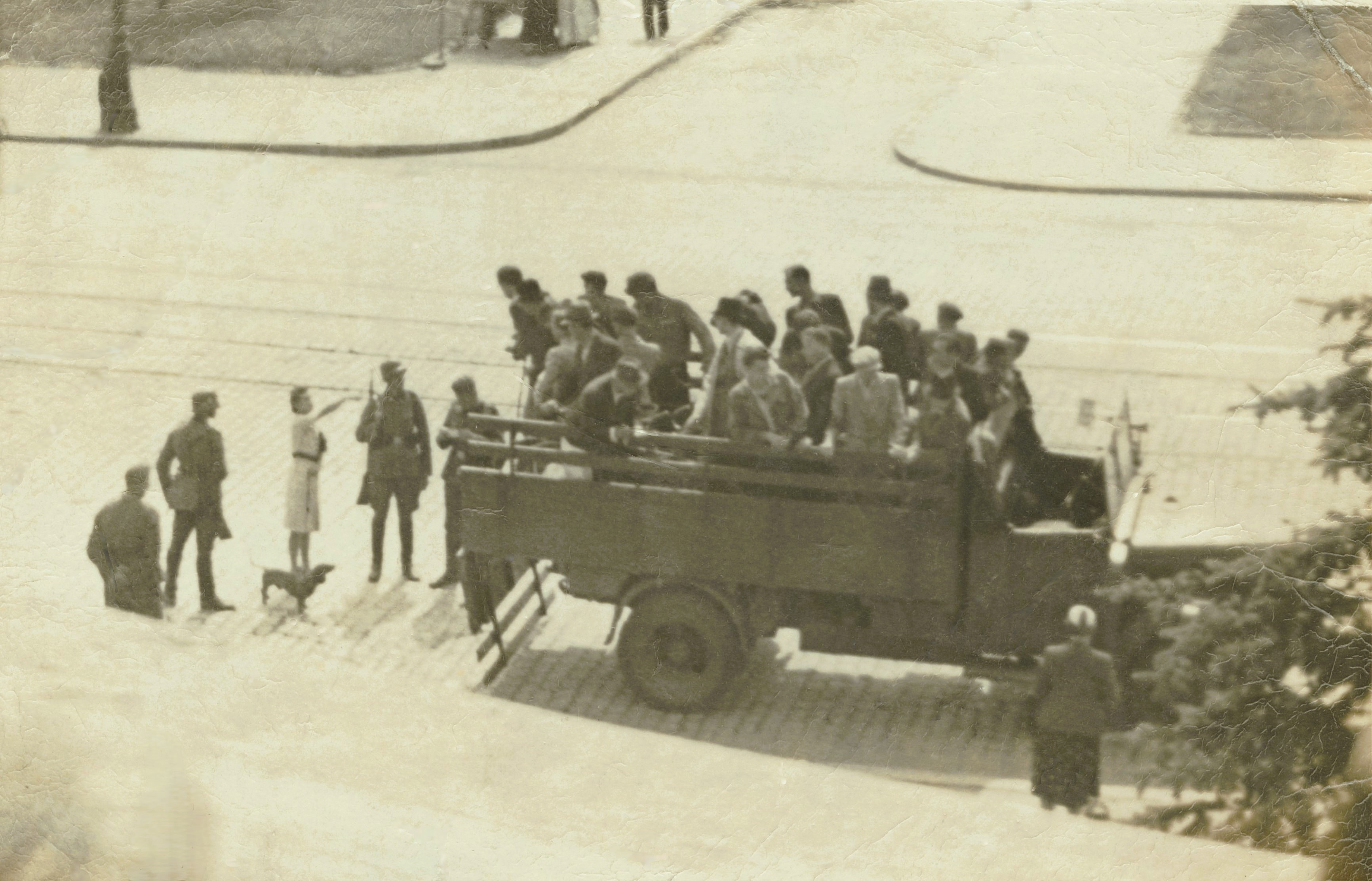
به‌صف‌کشی (تاریخ)، سال ۱۹۴۱ محله ژولیبوژ ورشو، زنان جوان منتخب بعداً به روسپی‌خانه‌های نظامی فرستاده می‌شدند.

### اقدام به فرار
براساس گزارش تحقیقی یک روزنامه لهستانی به نام فپروست بعضی از زنان که توسط نازی‌ها به بردگی جنسی گرفته شدند اقدام به فرار می‌نمودند. در یک مورد زن‌هایی از لهستان و شوروی که در یک روسپی‌خانه آلمانی در نروژ گرفتار بودند در سال ۱۹۴۱ از آنجا فرار و به یک کلیسای لوتری پناه بردند. هر زن در طول روز توسط ۳۲ مرد مورد تجاوز قرار می‌گرفت. ساعت کار روسپی‌خانه از ۲ تا ۸:۳۰ عصر بود و هر سرباز با پرداخت ۳ رایش مارک ۱۵ دقیقه زمان داشت تا از روسپی‌ها بهره ببرد.

## فرانسه اشغالی
ورماخت تا سال ۱۹۴۲ توانست نظام ادارای ۱۰۰ روسپی‌خانه جدید را بر اساس سیستم‌هایی که پیشتر در دولت فرانسه موجود بودند ایجاد نماید. به سربازان از جانب فرماندهی عالی نیروی زمینی آلمان کارت ملاقات داده می‌شد و آن‌ها از برقراری رابطه جنسی با دیگر زنان فرانسوی منع شده بودند. در سپتامبر ۱۹۴۱ والتر فن براوخیچ پیشنهاد داد که برای جلوگیری از افراط جنسی میان سربازان تمامی آن‌ها به صورت اجباری هفته‌ای یکبار به روسپی‌خانه‌ها برده شوند. برای کاهش انتقال بیماری‌های مقاربتی روسپی‌ها را تحت معاینات پزشکی برنامه‌ریزی شده قرار می‌دادند.

## روسپی‌گری اجباری
تاریخ‌نگار نومحافظه‌کار آلمانی به نام فرانز ویلهلم سیدلر در سال ۱۹۷۷ نظری جنجالی را بیان نمود که برآن اساس زنانی که برای روسپی‌گری در روسپی‌خانه‌های نظامی آلمان استفاده می‌شدند پیش از جنگ هم به روسپی‌گری مشغول بودند. اما گروهی دیگر از اندیشمندان آلمانی اعتقاد دارند همچنان که در دادگاه‌های نورمبرگ هم مطرح شد این زنان توسط نظامیان آلمانی به روسپی‌گری اجباری کشانده شده‌اند.
البته در اروپای غربی روسپیانی وجود داشتند که برای فرار از اردوگاه‌های کار اجباری داوطلبانه به روسپی‌خانه‌های نظامی آلمان رفتند.

## ارجاعات
1. 1 2  Nanda Herbermann; Hester Baer; Elizabeth Roberts Baer (2000). The Blessed Abyss: Inmate #6582 in Ravensbruck Concentration Camp for Women. Detroit: Wayne State University Press. pp. 33–34. ISBN 978-0-8143-2920-7. Retrieved January 12, 2011 – via Google Books. (به انگلیسی)
2. ↑  Helge Sander, Barbara Johr (eds.), Befreier und Befreite - Krieg - Vergewaltigung - Kinder, Frankfurt am Main 2005
3. 1 2  Leon Yudkin (1993). "Narrative Perspectives on Holocaust Literature".  In Leon Yudkin (ed.). Hebrew Literature in the Wake of the Holocaust. Fairleigh Dickinson University Press. pp. 13–32. ISBN 978-0-8386-3499-8.
4. 1 2  Lenten, Ronit (2000). Israel and the Daughters of the Shoah: Reoccupying the Territories of Silence (به انگلیسی). Berghahn Books. pp. 33–34. ISBN 978-1-57181-775-4.
5. 1 2 3 4 5 6 7 8  Cezary Gmyz, Wprost magazine (Number 17/18/2007), "Seksualne Niewolnice III Rzeszy". 2007-04-22. Archived from the original on May 13, 2008. Retrieved 2016-02-14. (Sex slaves of the Third Reich), pp. 1–3 via Internet Archive (به لهستانی). Retrieved 30 October 2015.
6. ↑  War crimes against women: prosecution in international war crimes tribunals by Kelly Dawn Askin, page 72. شابک ‎۹۰۴۱۱۰۴۸۶۰.
7. ↑  Inse Meinen, Wehrmacht und Prostitution in besetzten Frankreich. (به آلمانی)
8. ↑  Joanna Ostrowska, Marcin Zaremba, "Do burdelu, marsz!" (Marching on to the brothel). بایگانی‌شده  در ۱۸ مه ۲۰۱۹ توسط Wayback Machine Polityka magazine, No 22 (2707), May 30, 2009; pp. 70-72. (به لهستانی)
9. ↑  Richard A. Etlin (2002-10-15). Art, Culture, and Media Under the Third Reich. p. 254. ISBN 978-0-226-22087-1.
10. ↑  Christl Wickert: Tabu Lagerbordell (Camp Bordello Taboo), in: Eschebach/Jacobeit/Wenk: Gedächtnis und Geschlecht (Memory and Gender), 2002, p. 54
11. ↑  Franz W. Seidler, "Prostitution, Homosexualität, Selbstverstümmelung - Probleme der deutschen Sanitätsführung 1939-1945 (Prostitution, Homosexuality, Masturbation - Problems of the German Medical Service, 1939-1945); 1977, p. 154
12. ↑  Ruth Seifert. "War and Rape. Analytical Approaches1". Women's International League for Peace and Freedom. Archived from the original on 2008-05-29. Retrieved January 13, 2011 – via Internet Archive. International Military Tribunal, Nuremberg 1946; Trial of the Major War Criminals, testimony of Jan. 31, 1946, Vol. 6:404ff; Vol. 7:456f; see also Hilberg 1961:126ff; Brownmiller 1978:55ff.
13. ↑  Milano, Vincent. "Wehrmacht Brothels / der Erste Zug". www.dererstezug.com. Archived from the original on 28 April 2019. Retrieved 28 April 2019.
14. ↑  Röger, Maren (2014). "The Sexual Policies and Sexual Realities of the German Occupiers in Poland in the Second World War". Contemporary European History (به انگلیسی). 23 (1): 1–21. doi:10.1017/S0960777313000490. ISSN 0960-7773.